# Viento de cara
Viento de cara es el tercer álbum de estudio del grupo español de indie rock Supersubmarina, publicado el 23 de septiembre de 2014 por el sello Sony Music a través de su subsello Octubre. Fue producido por el escocés Tony Doogan, conocido por su trabajo con Belle and Sebastian y Mogwai, y grabado en los Estudios Laviña, en Baeza, ciudad natal del grupo.
El álbum alcanzó el puesto número 2 en la lista oficial de ventas en España y se mantuvo en ella durante 16 semanas.

## Lista de canciones
1. "Viento de cara" – 4:17
2. "Algo que sirva como luz" – 3:58
3. "De doce a doce y cuarto" – 3:43
4. "Arena y sal" – 4:29
5. "Extrema debilidad" – 4:03
6. "Inestable" – 3:34
7. "Hasta que sangren" – 3:13
8. "Furia" – 3:25
9. "Enemigo yo" – 3:57
10. "Samurái" – 3:58
11. "El mañana" – 5:17[3]

## Recepción
El álbum recibió críticas mixtas por parte de la prensa especializada. Jenesaispop destacó que Viento de cara representa un paso adelante en la carrera de Supersubmarina, aunque señaló que la segunda mitad del disco pierde fuerza.
Por otro lado, El perfil de la tostada consideró que el álbum mantiene una línea continuista respecto a sus trabajos anteriores, sin ofrecer novedades significativas en su estilo musical.

## Gira
Tras el lanzamiento del disco, el grupo emprendió una extensa gira por salas y festivales en toda España durante 2014 y 2015, incluyendo actuaciones destacadas en el Arenal Sound, Sonorama y Dcode Festival.